# Roma (Gotland)
Pour les articles homonymes, voir Roma.
Roma est village suédois de l’île de Gotland, où se trouve une abbaye du même nom.